# 法伊德
法伊德是德国莱茵兰-普法尔茨州的一个市镇。总面积8.23平方公里，总人口1100人，其中男性558人，女性542人（2011年12月31日），人口密度134人/平方公里。